# Mazé
Mazé is een plaats en voormalige gemeente in het Franse departement Maine-et-Loire in de regio Pays de la Loire en telt 3875 inwoners (1999). De plaats maakt deel uit van het arrondissement Angers.

## Geschiedenis
Op 1 januari 2016 werden de gemeenten Mazé en Fontaine-Milon  samengevoegd tot de op die dag gevormde commune nouvelle Mazé-Milon.

## Geografie
De oppervlakte van Mazé bedraagt 33,5 km², de bevolkingsdichtheid is 115,7 inwoners per km².
De onderstaande kaart toont de ligging van Mazé met de belangrijkste infrastructuur en aangrenzende gemeenten.

## Demografie
Onderstaande figuur toont het verloop van het inwonertal.

## Bezienswaardigheden
Het kasteel van Montgeoffroy werd van 1772 tot 1775 gereconstrueerd door de Parijse architect Jean Benoît Vincent Barré en de Angevijnse architect Simier voor bouwheer maarschalk Louis Georges Erasme de Contades.